# Larnod
Larnod é uma comuna francesa na região administrativa de Borgonha-Franco-Condado, no departamento de Doubs. Estende-se por uma área de 4,05 km². Em 2010 a comuna tinha 784 habitantes (densidade: 193,6 hab./km²).